# Bồ Đề (phường)
Bồ Đề là một phường thuộc thành phố Hà Nội, Việt Nam.

## Địa lý
Phường Bồ Đề có vị trí địa lý như sau:
- Phía Đông tiếp giáp phường Việt Hưng, Long Biên (ranh giới đi theo đường quốc lộ 5 - đường giao thông quy hoạch)
- Phía Tây tiếp giáp phường Hồng Hà (ranh giới đi theo sông Hồng)
- Phía Nam tiếp giáp phường Long Biên (ranh giới đi theo đường giao thông quy hoạch)
- Phía Bắc tiếp giáp xã Đông Anh (đi theo ranh giới cấp huyện cũ)

## Lịch sử
Cuối thời Lê, đầu thời Nguyễn, Bồ Đề là một thôn thuộc xã Lâm Hạ, tổng Gia Thụy, huyện Gia Lâm, trấn Kinh Bắc. Sau này Bồ Đề trở thành tên làng, tên gốc là Phú Viên hoặc Phú Hựu. Làng Bồ Đề có giai đoạn thuộc xã Phú Viên, huyện Gia Lâm, tỉnh Bắc Ninh. Trong kháng chiến chống Pháp, làng nằm trong xã Toàn Thắng thuộc huyện Gia Lâm, tỉnh Bắc Ninh. Sau khi hòa bình lập lại, làng Bồ Đề cùng các làng Ái Mộ, Ngọc Lâm và Lâm Du tách khỏi xã Toàn Thắng lập thành xã Hồng Tiến thuộc quận VIII nội thành Hà Nội, rồi tháng 5 năm 1961 lại chuyển về huyện Gia Lâm. Năm 1965, trở thành xã Bồ Đề.
Làng Bồ Đề ở ngay đê sông Hồng, bên kia cầu Chương Dương. Ngày xưa, Bồ Đề có hai đường thiên lý, một đường đi Cổ Bi - Phú Thị để sang trấn Hải Dương; một đường đi Như Quỳnh, xuống Hải Dương - Hải Phòng, tức Quốc lộ 5 hiện nay. Còn nếu đi dọc đường đê thì có thể xuống làng Bát Tràng.
Sở dĩ gọi là "Bồ Đề" vì xa xưa trong làng có hai cây bồ đề cao, nổi bật giữa những làng quê ven sông Hồng, ngang đỉnh tháp chùa Báo Thiên ở trong Kinh thành Thăng Long ở bên kia sông.
Tại làng Bồ Đề có chùa Bồ Đề.
Từ tháng 11 năm 2003, xã Bồ Đề cùng với một phần thị trấn Gia Lâm trở thành một phường của quận Long Biên khi quận này được thành lập.
Phường Bồ Đề khi thành lập có 379,92 ha diện tích tự nhiên và 16.159 nhân khẩu, gồm 9.888 nhân khẩu của xã Bồ Đề và 6.271 nhân khẩu của thị trấn Gia Lâm (số nhân khẩu này sinh sống ở phía nam đường Nguyễn Văn Cừ, thuộc địa giới xã Bồ Đề nhưng do thị trấn Gia Lâm quản lý). Ngoài ra, 30 ha diện tích mặt nước sông Hồng của phường Bồ Đề được chuyển về phường Ngọc Lâm mới thành lập.
Ngày 16 tháng 6 năm 2025, Quốc hội Việt Nam quyết định sắp xếp toàn bộ diện tích tự nhiên, quy mô dân số của phường Ngọc Lâm, một phần diện tích tự nhiên, quy mô dân số của các phường Đức Giang, Gia Thụy, Thượng Thanh, Phúc Đồng, Ngọc Thụy, Long Biên và Bồ Đề (cũ) quận Long Biên thành phường mới có tên gọi là phường Bồ Đề.

## Địa chỉ trụ sở các cơ quan
- Trụ sở Đảng ủy phường: Số 41, phố Nguyễn Sơn, phường Bồ Đề (Địa chỉ cũ: Số 41, phố Nguyễn Sơn, phường Ngọc Lâm, quận Long Biên)
- Trụ sở UBND phường: Số 270, đường Ngọc Thuy, phường Bồ Đề (Địa chỉ cũ: Số 270, đường Ngọc Thuy, phường Ngọc Thuỵ, quận Long Biên)